# Molybdän(IV)-chlorid
Molybdän(IV)-chlorid ist eine anorganische chemische Verbindung des Molybdäns aus der Gruppe der Chloride.

## Gewinnung und Darstellung
Molybdän(IV)-chlorid kann durch Reaktion von Molybdän(V)-chlorid mit Benzol, Molybdän(III)-chlorid oder Tetrachlorethylen gewonnen werden.
{\displaystyle \mathrm {2\ MoCl5+C_{6}H_{6}\longrightarrow 2\ MoCl_{4}+C_{6}H_{5}Cl+HCl} }
{\displaystyle \mathrm {MoCl_{5}+MoCl_{3}\longrightarrow 2\ MoCl_{4}} }
{\displaystyle {\ce {2 MoCl5 + C2Cl4 -> 2 MoCl4 + C2Cl6}}}

## Eigenschaften
Molybdän(IV)-chlorid ist ein paramagnetisches, licht-, luft- und feuchtigkeitsempfindliches schwarzes Pulver oder schwarz-braune, sechseckige Säulen. Es ist äußerst hydrolyseanfällig und löst sich rückstandslos mit gelber bis rotbrauner Farbe in Wasser, Ethanol und Ether. Beim Erhitzen über 180 °C im Vakuum ist es unter teilweiser Zersetzung in Molybdän(III)-chlorid und Molybdän(V)-chlorid flüchtig. Es besitzt eine trigonale Kristallstruktur mit der Raumgruppe P31c (Raumgruppen-Nr. 163), a = 605,8 pm, c = 1167,4 pm. Die Verbindung (α-Form mit Ketten aus trans-kantenverknüpften MoCl6 Oktaedern) wandelt sich 250 °C in die β-Form um, welche aus Ringen von sechs cis-kantenverknüpften MoCl6 Oktaedern besteht. In konzentrierter Salzsäure gelöst, bildet es mit Alkalichloriden Komplexsalze, wie zum Beispiel das apfelgrüne Caesiumpentachlorooxomolybdat(V) Cs2[MoOCl5].